# Marchenstreit
Der Marchenstreit bezeichnet die Auseinandersetzung zwischen dem Kloster Einsiedeln bzw. dessen Schutzherren und den Landleuten des Ortes  Schwyz. Der Marchenstreit gilt als einer der Gründe für den Bundesbrief von 1291 und als Auslöser für die Schlacht bei Morgarten.

## Vorgeschichte
Der Marchenstreit hat seine Grundlage in der Übertragung des Gebietes nördlich des Grossen Mythen und Hoch-Ybrig von Heinrich II. an das Kloster Einsiedeln bzw. dessen Abt Wirunt im Jahre 1018. Wie intensiv das Kloster die Ländereien kolonisierte, ist unklar. Sicher ist, dass noch im 11. Jahrhundert Gebiete gerodet wurden.
Noch vor 1100 begannen die Schwyzer mit der Rodung von Alpweiden nördlich der Wasserscheide der Mythen.

## Aufflammen der Auseinandersetzung
Auf Klage des Abtes Gero von Einsiedeln wurde 1114 der Konflikt zwischen dem Abt und den Landleuten von Schwyz (vertreten durch die Grafen von Lenzburg) um das Gebiet vor Kaiser Heinrich V. verhandelt.
Der Abt drang mit seiner Klage durch, und der kaiserliche Spruch lautete zugunsten des Klosters, dessen Gebiet dadurch erweitert wurde. 
1143 musste jedoch erneut verhandelt werden, diesmal vor König Konrad III. Dies deutet darauf hin, dass der Richterspruch von den Schwyzern kaum beachtet wurde.
Zu Beginn des 13. Jahrhunderts entbrannte der Konflikt um die Kolonisation vollends. Zwischen den beiden Brüdern von Rapperswil, den Kastvögten von Einsiedeln und den Schwyzern begann eine langjährige Fehde in Form der gegenseitigen Schädigung durch Brand, Raub und Totschlag.
1217 versuchte Graf Rudolf II. von Habsburg, den Streit zu schlichten, scheiterte aber. Auf seine Entscheidung hin wurde die Grenze zwischen dem Kloster und den Schwyzern erstmals zugunsten der Schwyzer verschoben, wodurch der Besiedelungsprozess anerkannt wurde.
Ab 1283 amteten die Habsburger als Kastvögte über das Kloster Einsiedeln. In den folgenden Jahren änderte sich im Verlauf der Auseinandersetzung wenig; die Schwyzer besetzten wiederholt das Gut des Klosters.
Mit dem Tod des Königs Albrecht I. 1308 flammte der Marchenstreit neu auf. 1309 klagte der Abt des Klosters vor dem Gericht des Bischofs von Konstanz und erreichte die Exkommunikation der Schwyzer. Dagegen appellierten die Schwyzer beim Papst in Avignon mit Erfolg. Der Bann wurde 1310 wieder aufgelöst. Allerdings wurden sie dazu verpflichtet, das unrechtmässig besetzte Gut zurückzuerstatten. 1313 wurden die Schwyzer wieder exkommuniziert.
Mit dem Tode König Heinrichs VII. im August 1313 wurde die Situation noch schwieriger. Während die Habsburger damit beschäftigt waren, einen Nachfolger in die kaiserliche Machtstellung zu hieven (was mit der Doppelwahl Friedrichs des Schönen und Ludwigs des Bayern nur halb gelang), überfielen die Schwyzer am Dreikönigstag 1314 das Kloster Einsiedeln, plünderten es und führten die Mönche nach Altdorf.

## Schlacht bei Morgarten
Da Habsburg weiterhin mit der Kaiserwahl beschäftigt war, wurde auf sein Einschreiten gewartet. Dies geschah 1315 bei der Schlacht bei Morgarten.
Nach der verlorenen Schlacht bei Morgarten wurde Habsburg immer noch als Ordnungsmacht anerkannt. 1319 wurden die Schwyzer durch den Bischof von Strasburg wieder unter den Bann gestellt. Die Beilegung des Marchenstreits gelang erst 1350 unter Vermittlung Thüring von Attinghausens, eines der 1314 abgeführten Mönche.
1394 erhielten die Schwyzer die Vogtei über das Kloster Einsiedeln.

## Filmdokumentationen
- Die Schweizer, vierteilige Dokumentation des Schweizer Fernsehens, 2013.